# Fibier
Fibier (Sayornis) är ett släkte i familjen tyranner inom ordningen tättingar. Släktet omfattar tre arter som förekommer i Nord- och Sydamerika från Alaska till nordvästra Argentina:
- Rödbrun fibi (S. saya)
- Svartfibi (S. nigricans)
- Östfibi (S. phoebe)